# 希律亚基帕一世
希律·亚基帕一世，也称亚基帕一世（公元前11年—44年），公元41至44年为犹地亚国王。他是希律王朝末代国王希律亚基帕二世的父亲和首任国王大希律王的孙子。自小在羅馬帝國宮廷長大的亚基帕公共關係甚廣，幾乎認識當時全部帝國皇室成員，也是第四任皇帝克勞狄一世的童年好友，在帝國與猶太人的關係以及他自身權力的崛起中發揮了關鍵作用。
他是圣经《使徒行传》十二章一节提到的希律王：「Herod（Agrippa）」（Ἡρώδης Ἀγρίππας）。约瑟夫斯说他在当时被称为“大亚基帕”。

## 早年
希律·亞基帕一世於公元前11年左右出生於凱撒利亞。他是阿里斯托布魯斯四世的兒子，是大希律王與哈斯蒙尼王朝的米利暗一世所生的子女之一。他的母親是貝勒尼基，是大希律王的妹妹莎樂美一世分封女王之女。因此，大希律王既是亞基帕的祖父，也是他的叔公。他的父母以羅馬帝國時任開國皇帝奧古斯都的密友及帝國二號人物瑪爾庫斯·維普撒尼烏斯·阿格里帕將軍的名字給他命名（「阿格里帕」又譯「亞基帕」），以此表明這位猶太王子在羅馬的地位。
大希律王被他的希律猶太王國臣民視為殘酷的篡位者，但他卻是羅馬帝國的忠實支持者，並在全國範圍內推廣帝國事業。他的統治以暴力和眾多的家庭陰謀為特徵，因為他有十個妻子。前29年，希律王出於嫉妒處死了他的妻子米利暗一世，亚基帕的祖母。 隔年，他又處死了亚基帕的母親貝勒尼基。前7年，亚基帕一世年僅三、四歲時，希律王在宮廷陰謀不斷發酵後處死了阿格里帕一世的父親阿里斯托布魯斯四世和叔叔亞歷山大。這些事件也導致希律王與第一任妻子多麗絲所生的兒子安提帕特二世和亚基帕一世的外祖父科斯托巴魯斯（大希律妹妹的丈夫）三年後被處決。希律王殺害了前朝哈斯蒙尼王朝的眾多成員及其支持者，幾乎將他們全部滅族。然而，他饒恕了阿里斯托布魯斯的孩子們，包括亚基帕一世、哈爾基斯的希律和小阿里斯托布魯斯，以及女兒希羅底和米利暗三世。因此，亚基帕一世同時是哈斯蒙尼王朝和希律王朝的後裔，但他父親因叛國罪被判處死刑，似乎使他失去了繼承權。

### 在罗马長大
前5年，即其父親被判處有罪兩年後，年幼的亚基帕一世被大希律王送往帝國首都羅馬城，陪同他的還有貝勒尼基以及他的兄弟姐妹。在那裡，他得到了母親的朋友小安东尼娅（公元14年成為第二任皇帝提比略的嫂子，未來的第四任皇帝克勞狄一世的母親）以及他祖母的朋友時任皇后莉薇婭的支持。亚基帕一世在羅馬與儒略-克勞狄王朝皇室的孩子們一起長大，包括他特別依戀的提比略的幼子德魯蘇斯，以及提比略的侄子克勞狄，克勞狄與亚基帕一世同歲。 因此，他的整個青年時代都生活在羅馬城，並且幾乎認識羅馬帝國儒略-克勞狄王朝皇室的所有成員。當時，亚基帕一世的未來似乎因其與德魯蘇斯（提比略的法定繼承人）和克勞狄之間的特殊關係而得到保障。
年輕時的亚基帕一世和他的朋友克勞狄、德魯蘇斯都以不道德和揮霍無度而聞名。亚基帕一世因這種奢靡的生活而負債累累，並從他的叔叔加利利分封王希律·安提帕斯那裡獲得了大量經濟援助。但公元23年亚基帕的好友德魯蘇斯去世後，他的未來變得黯淡起來，他陷入孤立，在債權人面前束手無策 ，尤其是考慮到貝勒尼基很可能也在同一時間去世。兒子過世後，悲痛欲絕的提比略（已繼承為皇帝）將亞基帕和克勞狄逐出皇宮。

### 回到猶太地

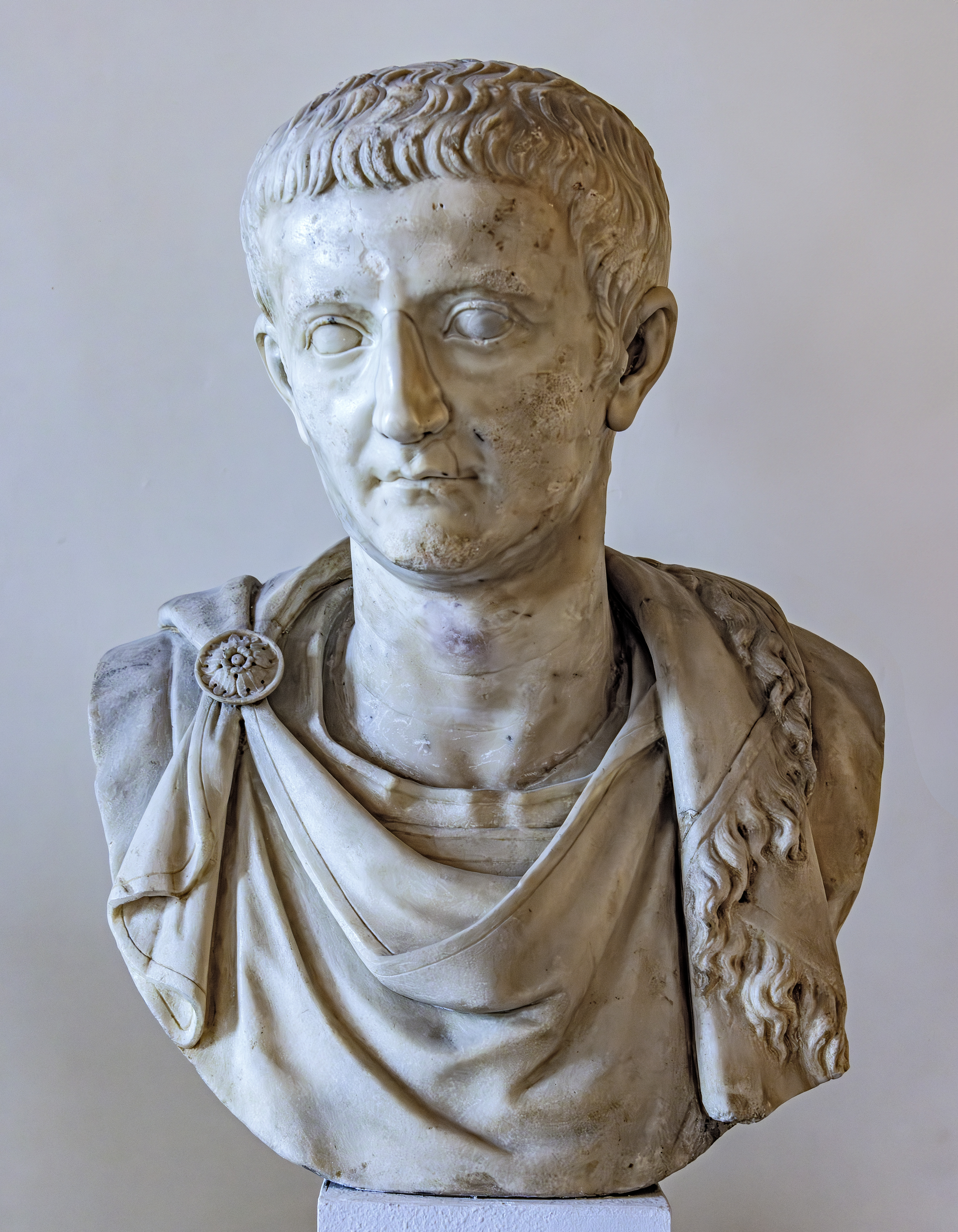
提比略肖像

亞基帕揮霍了剩餘的財產，試圖贏得提比略自由民的青睞，並匆匆離開羅馬前往猶太行省。 在犹地亚，他經歷了各種冒險和醜聞，這些都與他需要維持生活卻沒有相應收入有關。
大約26歲時，亞基帕與他的表妹賽普羅斯結婚，並生下了一個兒子，名叫希律亚基帕二世。亞基帕一世和賽普羅斯住在以土買馬拉塔的一座堡壘裡，過著簡樸的生活，遠離希律王朝的奢華。
賽普羅斯與他的叔叔加利利分封王希律·安提帕斯的妻子希羅底相處融洽。希羅底鼓勵安提帕斯繼續協助亞基帕一世。安提帕斯為他提供資金，提議讓亞基帕及其家人在提比里亞定居，並任命他為該城的集市組織者，這為他提供了固定收入。然而，這種情況並沒有持續太久。亞基帕一世起初接受了，但他很快就表現出對所給予的待遇並不滿意。他很快就發現，在一個缺乏他所習慣的羅馬文明便利設施的省級小鎮上，這份工作很無聊。他在泰爾的一次宴會上與叔叔安提帕斯發生爭吵，然後前往敘利亞行省，他的朋友盧修斯·龐波尼烏斯·弗拉庫斯是敘利亞行省的總督。不久之後，他因弟弟小阿里斯托布魯斯的介入而蒙羞，阿里斯托布魯斯向弗拉庫斯舉報他收受賄賂，在一場提交給其總督朋友的邊界爭端中維護大馬士革與西頓的利益。亞基帕一世隨後決定返回羅馬，提比略可能會同意再次接待他兒子的老朋友。

### 返回羅馬

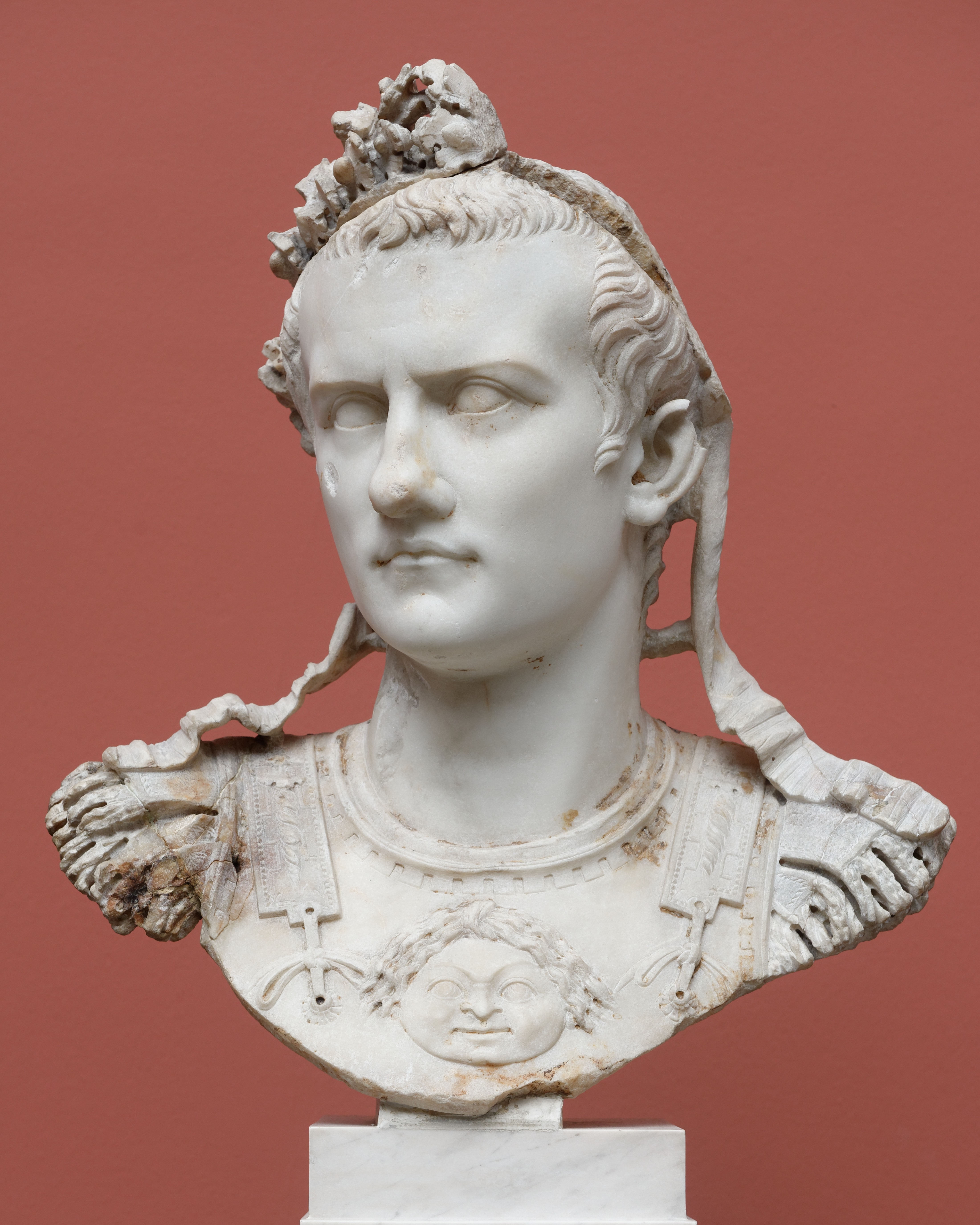
卡利古拉肖像

亞基帕一世借了2萬德拉克馬（貨幣），準備從安塞東啟程前往埃及行省亞歷山大。此前，羅馬駐亞夫內總督赫倫尼烏斯·卡皮通（Herennius Capiton）提醒他，自己欠下了帝國國庫的債務。赫倫尼烏斯派了軍隊給他，但亞基帕趁著夜色登船，設法抵達亞歷山大，並從總督亞歷山大·利西馬科斯那裡獲得了新的資金。利西馬科斯是斐洛的兄弟，也是亞歷山大猶太社區的負責人。這位高級官員出身於一個羅馬猶太公民家庭，是一位大地主，和亞基帕一樣也是克勞狄的朋友。利西馬科斯拒絕直接借錢給亞基帕一世，因為亞基帕揮霍無度的惡名早已眾所周知。亞基帕帶著20萬德拉克馬於36年春天啟程前往義大利。
退居卡普里岛的帝國皇帝提比略接待了亞基帕，並熱情地歡迎了這位他兒子的前同伴。但很快，亞夫內總督就亞基帕一世的債務問題寫信，緩和了熱情接待。但提比略的嫂子小安东尼娅幫助阿格里帕一世擺脫了困境，她預付了全部欠款──30萬德拉克馬──亞基帕一世也重新獲得了皇帝的寵愛。所有這些細節都可以在猶太歷史學家約瑟夫斯的第二部著作《猶太古史》中找到，該書出版於公元93/94年左右，圖密善皇帝統治時期。但在他的第一部著作《猶太戰記》第二卷（出版於公元75-79年間）中，約瑟夫斯的描述更為直接。亞基帕一世決定“去見提比略”，是為了“控告（他的叔叔加利利分封王）希律·安提帕斯”，試圖奪取他的分封領地。正是因為亞基帕一世被剝奪了獲得分封王的資格，他才開始密謀反對皇帝。與亞基帕的其他資訊一樣，這些資訊在猶太教文獻中找不到，而約瑟夫斯對此進行了大量的闡述。
提比略皇帝要求亞基帕照顧德魯蘇斯的兒子、指定繼承人之一的孫兒提比略·格梅盧斯（當時還是個十幾歲的少年），還有他的侄孫蓋烏斯·卡利古拉，保護亞基帕的背後大人物小安东尼娅的孫兒。安东尼娅努力贏得卡利古拉的青睞和友誼，科馬基尼王國最後一任國王安條克四世也效法了這種做法。她設法從一位皇帝的撒馬利亞自由民那裡獲得了一百萬德拉克馬的貸款，以實施她與這位羅馬新星的計劃。雖然兩人之間建立友誼的具體條件不得而知，但這樣的投資想必是值得的。
然而，亞基帕一世對卡利古拉的奉承卻給他帶來了麻煩：在一次談話中，他希望年邁的提比略快點死，以便年輕的卡利古拉能夠繼承他的皇位。這句話被報告給了提比略，提比略下令逮捕。亞基帕享受了一段舒適的坐牢生活，並在提比略死後不久，即公元37年3月16日，著名的猶太行省羅馬總督彼拉多（已被解職）抵達羅馬時，亞基帕被新皇帝卡利古拉釋放。亞基帕的命運就始於他好友的登基。卡利古拉贈予亞基帕一世一條「與他被俘時所戴的鎖鍊等重」的金鍊。除了國王的頭銜及其像徵——王冠之外，他還授予他不久前去世的他另一位叔叔希律·腓力二世的領地，讓他成為以里哥、特拉可尼提、巴坦尼亚、戈蘭提斯、奧蘭提斯和班尼亞斯分封王，這些領地位於加利利海的東北部。卡利古拉也授予他羅馬禁衛軍的勳章，這勳章允許某些非羅馬元老院議員在公共慶典期間坐在他們中間。「這種完全不同尋常的情況逆轉似乎給亞基帕的同時代人留下了深刻的印象。」
據約瑟夫斯記載，卡利古拉皇帝在將王冠戴到亞基帕一世頭上後，皇帝派遣馬魯勒斯作為猶太行省總督去接替被叙利亚行省總督卢西亚斯·维特留斯解職、剛抵達羅馬的行省總督本丟·彼拉多。亞基帕一世並沒有展現出掌管王國事務的熱情，直到38年夏天，他才前往巴坦尼亚短暫停留。

### 猶太動亂

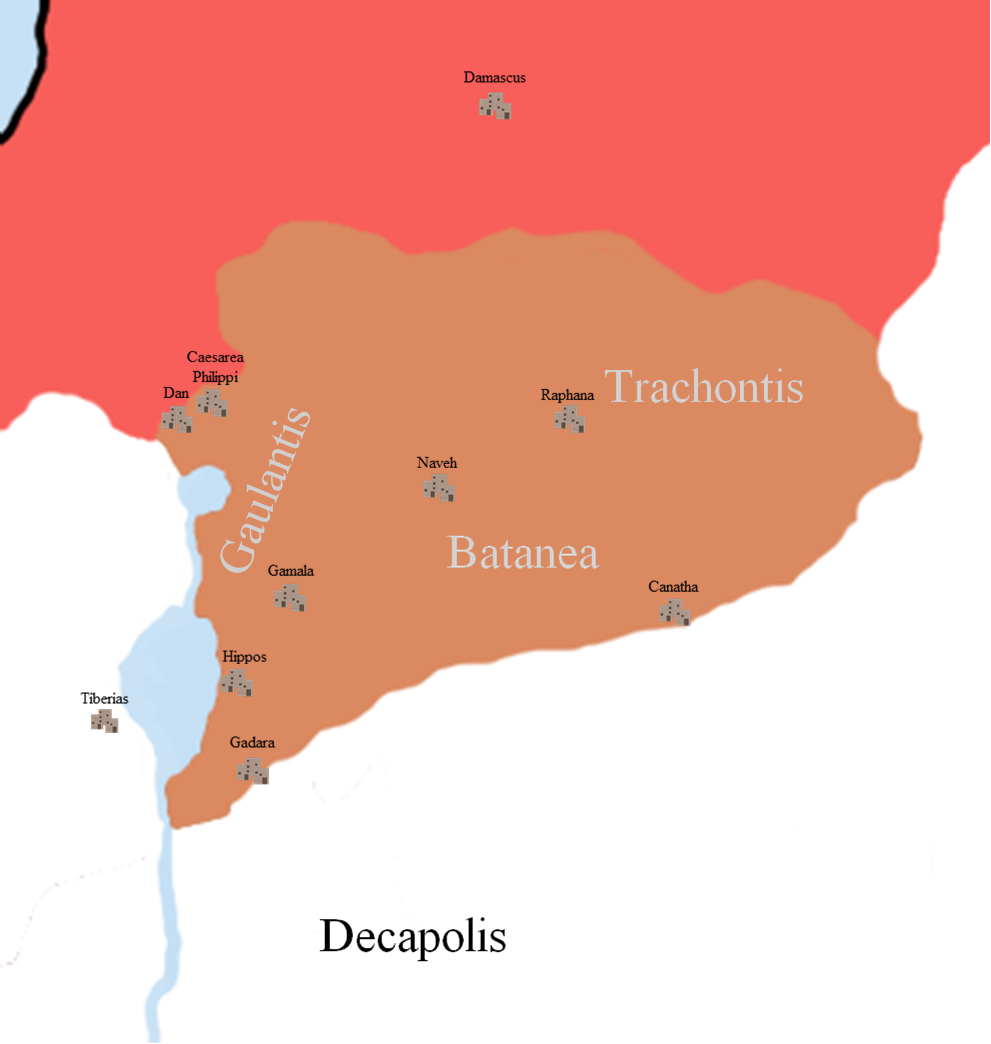
亚基帕一世首次得到的封地，希律·腓力二世的領地

在他逗留羅馬期間，猶太行省發生了數起動亂事件，局勢一度十分緊張。自35年起，帝國及叙利亚行省總督卢西亚斯·维特留斯與波斯安息帝國打仗（羅馬－安息戰爭），爭奪亞美尼亞王國的控制權。36年，羅馬的兩位附庸國王－納巴泰人阿雷塔斯四世和希律·安提帕斯－的軍隊在加姆拉地區爆發衝突，安提帕斯慘敗。然而，歷史學家讓-皮耶‧馬埃對這段記載的歷史真實性提出了質疑。阿雷塔斯可能利用安提帕斯參加幼發拉底河會議的機會，隱瞞和平以及羅馬戰勝安息帝國（公元36年秋），從而發動攻勢。納巴泰人的領土主張因安提帕斯立志與阿雷塔斯之女法塞利斯斷絕關係而再次抬頭，並娶阿基帕一世的妹妹希羅底為妻。他的問題在於鞏固自己的地位，是得到剛過世的希律·腓力二世的領地 ，還是被羅馬立為國王。在這場衝突的某個時刻，可能是在公元29年至35年之間，安提帕斯試圖處決施洗者約翰來壓制反對派。這次處決似乎對該地區數年的政治局勢產生了重要影響。因此，猶太人認為安提帕斯的失敗是報應，上帝懲罰他處死先知約翰，而阿雷塔斯/納巴泰人只不過是上帝的工具而已。
亚基帕一世於38年夏天返回其領土。約瑟夫斯並沒有敘述納巴泰軍隊撤出希律·腓力二世領地的情況，而希律·腓力二世領地構成了亚基帕一世的大部分領土。根據阿雷塔斯和卡利古拉之間的協議，大馬士革被移交給納巴泰人控制。
亚基帕一世的回歸激起了他妹妹希羅底的嫉妒，她慫恿丈夫安提帕斯在羅馬自稱猶太國王。39年，安提帕斯決心與卡利古拉會面，試圖獲得皇帝的恩惠，但卻讓他最終失敗。亚基帕得知安提帕斯此行後，派遣他最忠實的自由民前往羅馬，並帶上一封給羅馬皇帝的信。不久之後，亚基帕一世本人也前往羅馬。 信中他指控安提帕斯與波斯安息帝國密謀造反，並在未告知皇帝的情況下，在其位於提比里亞的軍械庫中囤積了大量武器，可能是為了報復幾年前擊敗他的阿雷塔斯。第二項指控可能屬實，但第一項指控則存疑。由於這封信，卡利古拉將安提帕斯流放到高盧行省，希羅底也隨之流放。至於阿格里帕一世，他獲得了他叔叔安提帕斯的領土——加利利和比利亚——以及從安提帕斯和希羅底手中沒收的所有財產。

### 卡利古拉雕像
亚基帕一世經過幾天的思考，他站在猶太同胞一邊，捍衛面臨褻瀆威脅的第二聖殿。對約瑟夫斯來說，這是朋友之間宴會上的一次討論；對斐洛來說，這是向皇帝提出的請求，斐洛記錄了請求的內容，儘管措辭中透露出對亚基帕角色的某種誇大。 亚基帕一世懇求道：「不要擾亂祖傳制度。我在同胞和其他人中的聲譽又如何呢？要么我被視為叛徒，要么我不再是你們的朋友；我別無選擇……」
起初，卡利古拉似乎屈服於朋友的懇求，暫停對耶路撒冷的雕像行動，同時警告猶太人不要對為紀念他而建的多神教神殿、雕像和祭壇採取任何行動 ，約瑟夫斯複製的卡利古拉信件似乎證實了這一點。但皇帝似乎重新考慮了他的決定，而卡利古拉被羅馬禁衛軍刺殺似乎徹底結束了這項計劃，也扼殺了猶太民眾起義的願望。 亚基帕一世的暫時成功證明了他與帝國最重要人物之間的密切關係，這種關係在亚基帕的童年好友克勞狄一世繼位時得到了證實。

### 「帝國皇帝是我的童年好友！」

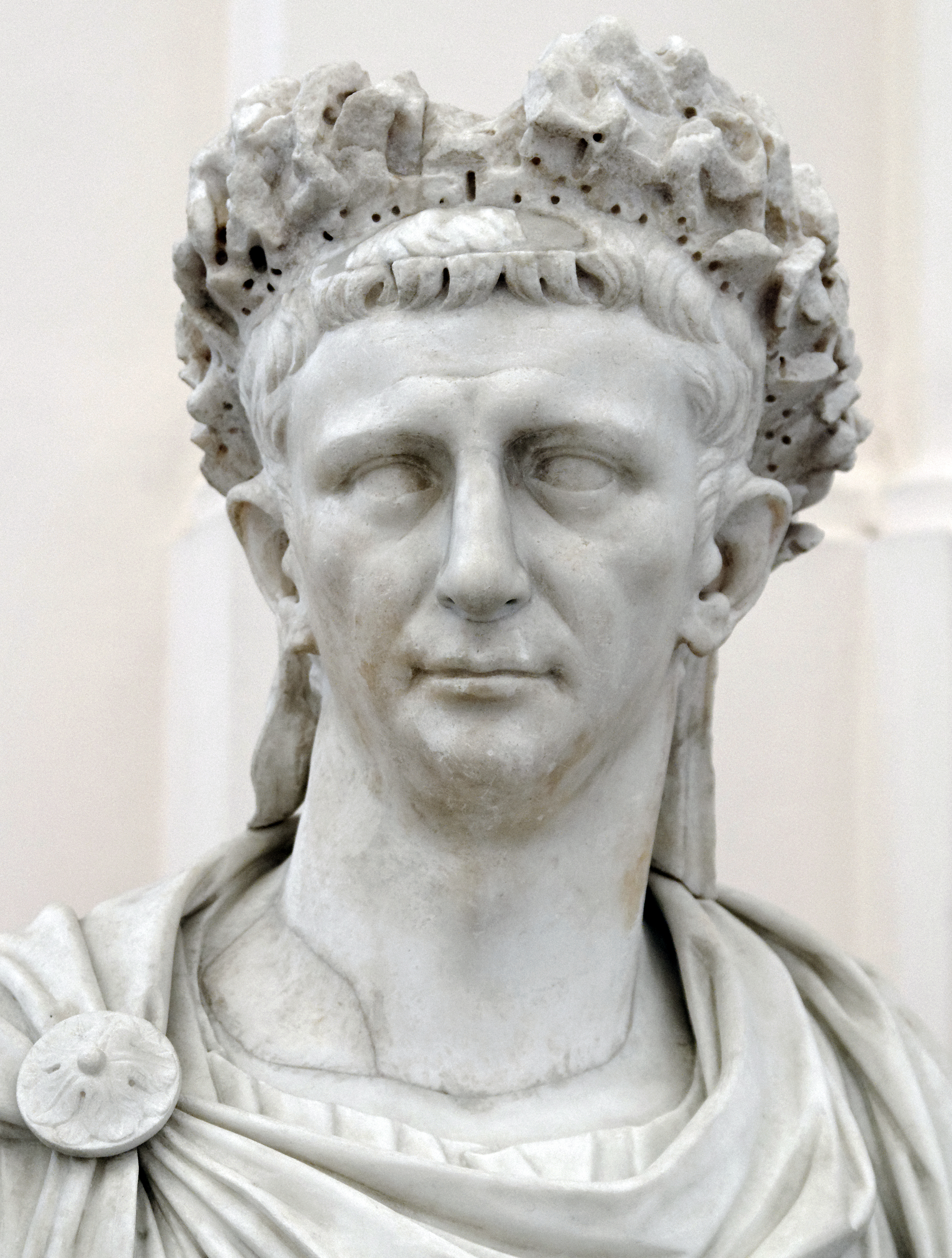
克勞狄一世肖像

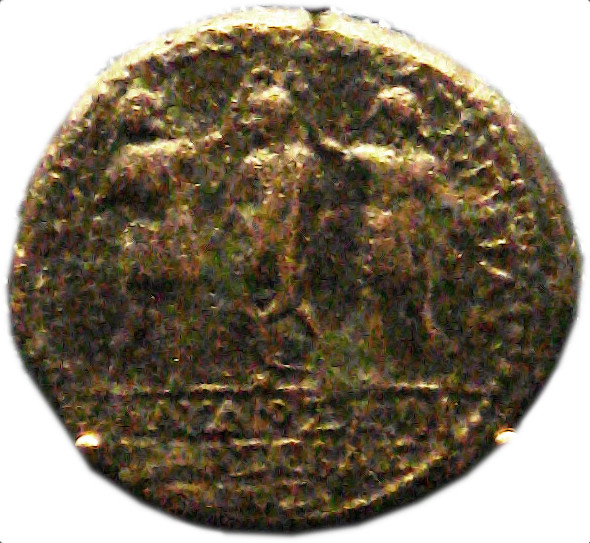
哈爾基斯的希律硬幣，描繪了哈爾基斯的希律王與他的兄弟希律亚基帕一世一起加冕克勞狄一世為羅馬皇帝的場景。

41年1月24日，卡利古拉被羅馬禁衛軍暗殺，其中主要涉及禁衛軍指揮官卡西烏斯·卡瑞亞以及數名羅馬元老院議員。密謀者意圖復辟羅馬共和國。然而，卡利古拉的叔叔克勞狄卻在反共和派禁衛軍的奇特情況下被推上了皇位，而亞基帕一世正是其中的核心人物。克勞狄一世博學多識，但過於害羞，也沒有什麼雄心壯志。他童年好友亞基帕的支持以及他自身的謀略，似乎對他的權力崛起起到了決定性作用。
約瑟夫斯和羅馬歷史學家卡西烏斯·狄奧都認為，亞基帕確實在新皇帝的選擇中發揮了重要作用。正是他率領一隊禁衛軍前往皇宮尋找因害怕被暗殺而躲藏在那裡的克勞狄一世。也是在他的煽動下，禁衛軍擁立克勞狄一世為皇帝，因為沒有君主，禁衛軍就失去了存在的理由。隨後，他前往宗教與政治中心卡庇托林山，充當元老院和克勞狄一世之間的中間人。他以「與其權力尊嚴相符」的方式回應了克勞狄，以此激勵克勞狄，並勸說元老院明智地放棄復辟共和國的想法，辯稱禁衛軍已經宣布了一位新皇帝——並指出禁衛軍已「包圍了卡庇托林山」——並且禁衛軍只期待他們對克勞狄一世的熱情支持。元老院屈服並擁立克勞狄為皇帝，亞基帕一世建議克勞狄一世對其他謀反者寬大處理，但弒君者卡西烏斯·卡瑞亞和盧普斯除外。
如果這些故事屬實，那麼這此事使克勞狄一世對他的童年好友心生感激，而這種忠誠也為他贏得了豐厚的回報：亞基帕一世的領土不斷擴張，克勞狄皇帝廢除了猶太行省（希律·阿基勞斯前4年至6年的舊領土）——亞基帕得到了包括耶路撒冷的猶地亞、以土買和撒瑪利亞地區。——還包括位於东黎巴嫩山脉的阿比拉城，因此他統治的疆土與其祖父大希律王一樣遼闊。據卡西烏斯·狄奧記載，克勞狄也授予他的好友執政官頭銜，並授權他「出席元老院會議，用希臘語表達謝意」。為了彰顯亞基帕一世的重要地位，羅馬元老院和羅馬人民在羅馬廣場上批准了一項條約，該條約延續了舊時的友好條約和猶太-羅馬聯盟條約。 亞基帕一世在那裡被宣佈為「羅馬人民的國王、朋友和盟友」（rex amicus et socius Populi Romani）——就像他的祖父在公元前40年那樣——條約文本保存在卡庇托林山朱庇特神庙的銅板上。
亞基帕一世就職後不久，便啟程前往猶地亞。同年，亞基帕一世的女兒貝勒尼基在克勞狄一世皇帝的庇護下與貴族亞歷山大·利西馬科斯之子馬庫斯·朱利葉斯·亞歷山大結婚。克勞狄一世的登基也標誌著小亞細亞其他幾個王國的復闢。阿格里帕一世的兄弟哈爾基斯的希律獲得了王室頭銜，被授予安傑爾（先前附屬於以里哥王國），並被授予羅馬民選官的頭銜。

## 猶太王國國王

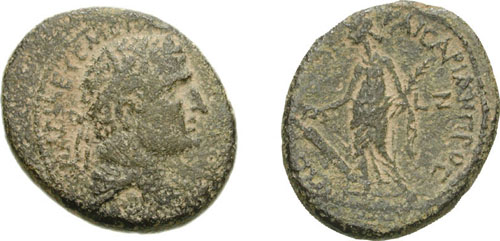
亚基帕一世铸造的钱币

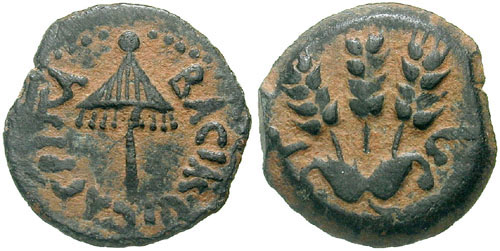
亚基帕一世铸造的小钱

### 帝國境內的猶太教
克勞狄一世頒布的一道敕令重申了給予遵守其律法的埃及行省亞歷山大猶太人的特權，而第二道敕令則將亞歷山大特權擴展至整個帝國的流散猶太人。亞基帕一世和他的兄弟哈爾基斯的希律王在皇帝面前扮演了猶太人的代禱者的角色。這些恩惠也擴及到帝國的所有猶太社群。他們也擁有猶太道德審查員的地位：確保流散社群尊重《妥拉》。
在卡利古拉被謀殺幾個月後，腓尼基城市多拉（迦密山以南）的居民將克勞狄一世的雕像安置在了城裡的主要猶太會堂裡。對於所有反對卡利古拉在耶路撒冷聖殿豎立克勞狄一世雕像計畫的人來說，這無疑是一次真正的挑釁。亞基帕一世立即介入，請求援引克勞狄一世的敕令。由於多拉不在他的領土內，他在這裡以猶太人的族長身分行事。敘利亞行省總督佩特羅尼烏斯（ Petronius）立即下令多拉地方官員移除雕像，並引用皇帝陛下的敕令。然而，這種開放態度必須客觀看待，正如卡西烏斯·狄奧所記載，這種開放態度也反映在針對羅馬猶太人的限制禮拜措施中。或許是為了回應耶穌的使徒及其追隨者運動迅速發展所引發的騷動，而這種騷動正是克勞狄一世致亞歷山大的書信所引發的。

### 王國的治理

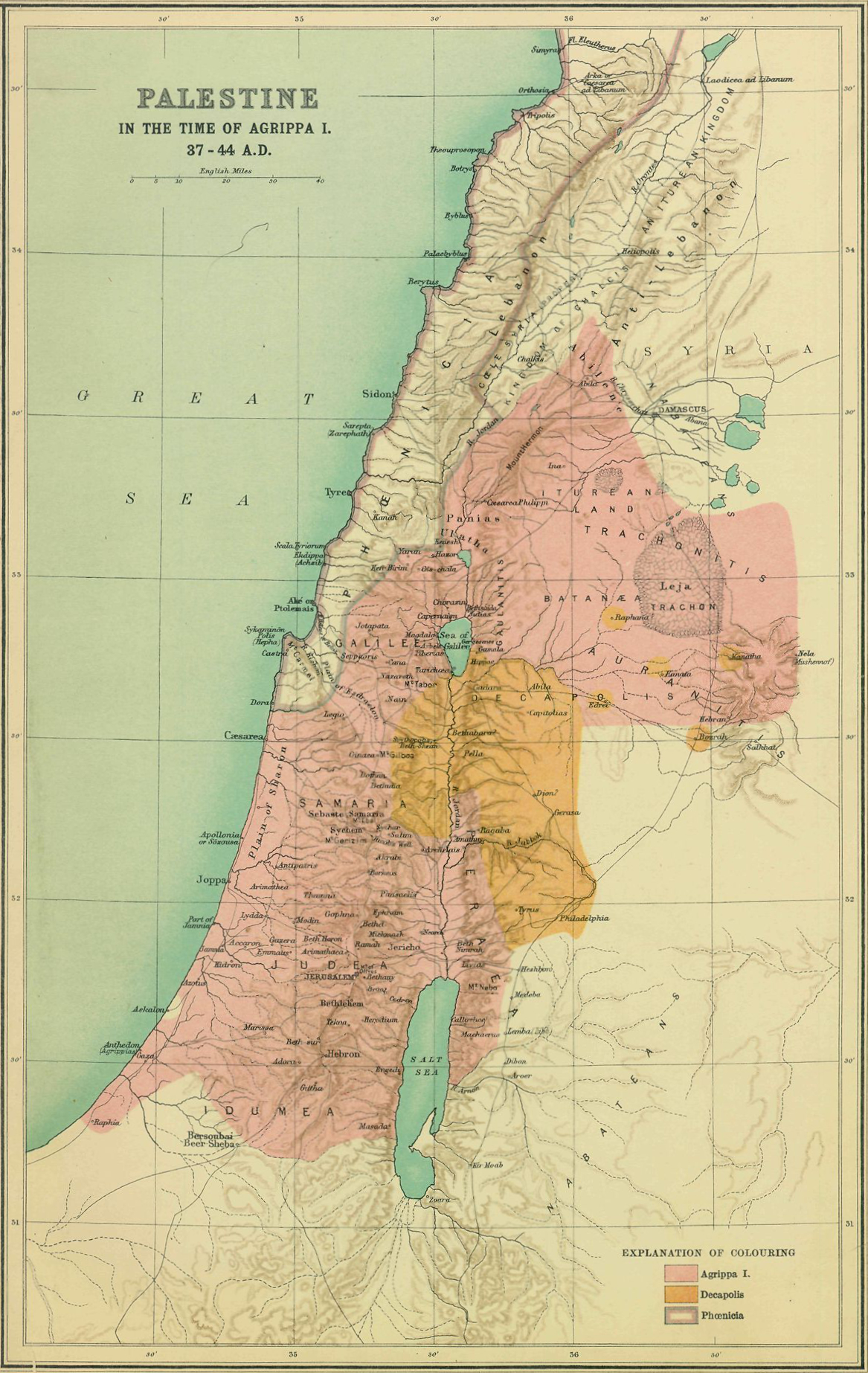
希律亚基帕一世的王國（粉紅色）

克勞狄一世任命希律王朝和哈斯蒙尼王朝的繼承人、同時也與儒略-克勞狄王朝皇室有私人關係的亞基帕一世，或許是出於一種穩定因素，可以讓帝國政府擺脫對一個問題重重的行省的管理。
亞基帕一世顯然繼承了祖父大希律王的輝煌，以及他對在王國疆界之外獲得認可的渴望。在內政上，他試圖同時滿足猶太教和異教徒臣民的需求，並將帝國劃分為宗教首都耶路撒冷和「小羅馬」凱撒利亞。他也承擔了一項重大工程，加固了其歷史首都的城牆[85]，並將其擴展到北部地區，這得益於聖殿金庫的資助，這給了他的一些猶太臣民恢復獨立王國的希望，或者至少是一種重新發現的主權形式。他延續了祖父在猶大之外推行的惠民主义政策，慷慨資助建造了聲名顯赫的工程（劇場、圓形劇場和浴場），主要惠及羅馬殖民地貝裡圖斯，同時也惠及了腓尼基和敘利亞行省等城市。他還提供表演和遊戲，尤其是角鬥士表演，即使這違反了猶太人的規定，他還是透過使用死刑犯獲得了認可。
在宗教層面，亞基帕一世樹立了虔誠之人的聲譽，正如《米書拿》所證實的那樣，該書講述了一場精心策劃的儀式，國王在耶路撒冷聖殿受到歡呼，並獲得了祭司們的合法性，而他的祖父希律從未被允許進入聖殿的第三庭院。然而，透過他的祖母哈斯蒙尼王朝的米利暗一世，亞基帕一世出身於祭司家族，而他的祖父希律則並非如此。因此，他是自末代哈斯蒙尼王朝的猶地亞國王安提柯二世被解職以來，第一位擔任聖殿職務的希律-哈斯蒙尼家族成員，儘管他沒有獻祭。
《米甚拿》解釋了第二聖殿時期的猶太人如何解讀《申命記》31:10-13中關於國王應向人民宣讀《妥拉》的要求。在住棚節的第一天，也就是周期的第七年結束後，他們在聖殿的院子裡搭建了一個木製台子，國王坐在上面。會堂的侍從拿著一卷妥拉經卷，遞給會堂主席，主席又遞給大祭司的副手，副手又遞給大祭司，大祭司又遞給國王。國王站著接過經卷，並坐著宣讀。亞基帕一世國王站著接過經卷，站著宣讀，聖賢們對他的這一做法表示讚賞。當亞基帕一世讀到申命記17:15中「不可立外邦人作你的王」的誡命時，他熱淚盈眶，但眾人對他說：「亞基帕，不要害怕，你是我們的弟兄，你是我們的弟兄！」國王從申命記1:1開始讀到6:4-9，然後是申命記11:13-21，關於什一稅的部分（申命記14:22-29），國王的部分（申命記17:14-20），以及祝福和咒詛（申命記27-28）。國王會念出與大祭司相同的祝福，只是國王會用節慶的祝福來代替赦罪的祝福。
亞基帕一世在其短暫的統治期間，曾三次行使特權任命聖殿的大祭司，每次都是從亞那家族和波埃索家族的祭司中輪流選拔。他短暫的統治權被置於羅馬帝國的統治之下，他自己也是羅馬的控制工具。猶太人作為君主給予聖殿的尊榮，證明了「普遍的庇護主義，即個人友誼貫穿了整個帝國的行政關係」。

### 野心與突然死亡

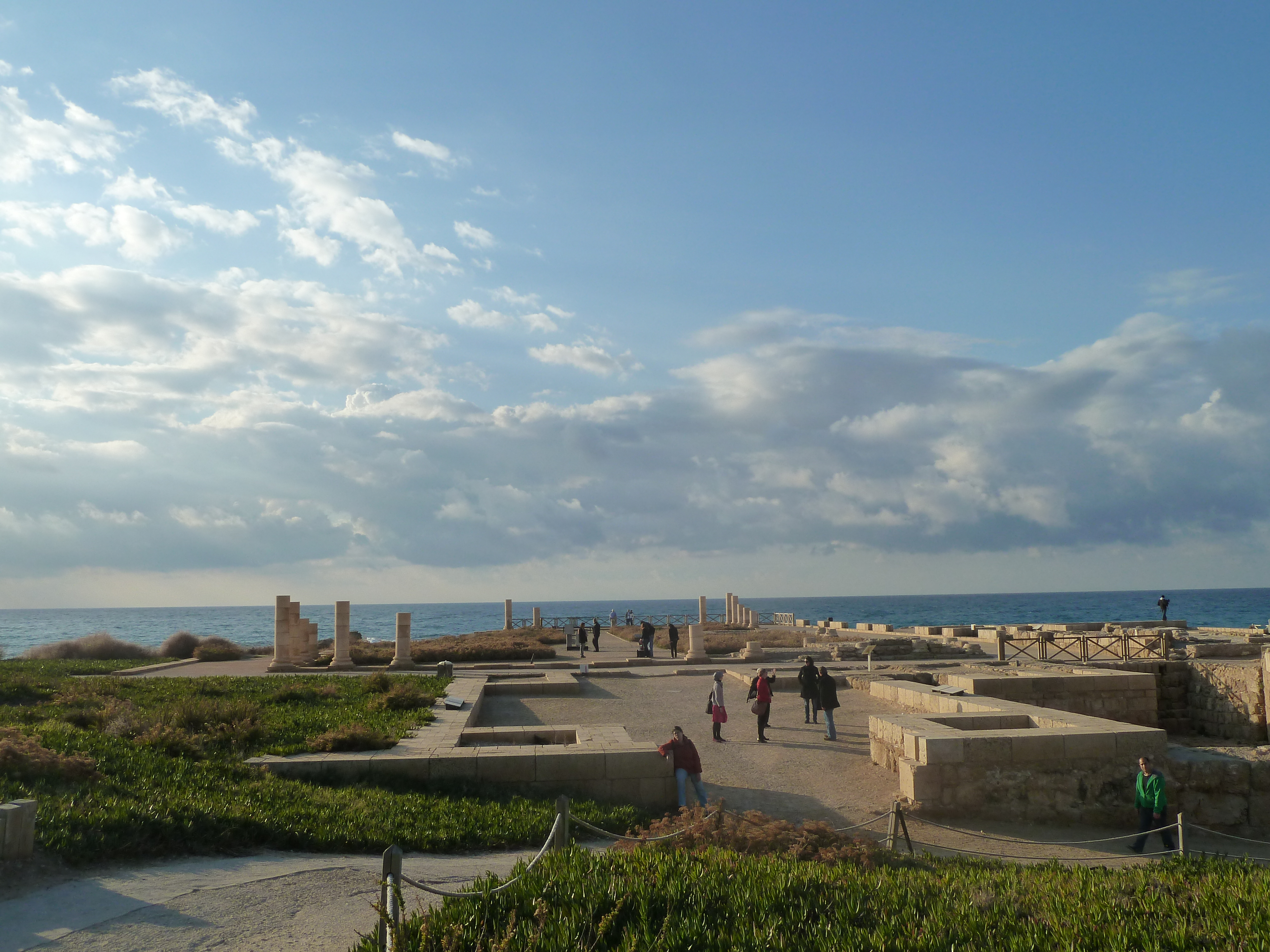
凱撒利亞希律王宮的遺跡。

繼佩特羅尼烏斯之後的敘利亞行省總督蓋烏斯·維比烏斯·馬爾蘇斯對亚基帕一世的態度則遠遜於他。他向克勞狄一世發送了一系列信件，表達了他對亞基帕一世日益崛起的權力的擔憂，這反映了這位猶太國王令該地區的羅馬人嫉妒。而亞基帕一世也不甘示弱，則多次請童年好友克勞狄皇帝罷免馬爾蘇斯。
馬爾蘇斯奉克勞狄一世之命，中斷了耶路撒冷的防禦工事，並削弱了亞基帕一世在該地區外交的野心。事實上，亞基帕一世邀請了哈爾基斯的希律王以及曾在羅馬陪伴他的三位王子——科馬基尼的安條克、小亞美尼亞的科蒂斯和本都王国國王波萊蒙前往提比利亞。馬爾蘇斯認為這其中可能存在陰謀。儘管亞基帕一世不太可能考慮與他的羅馬護衛和密友決裂[76]，但他們還是被皇帝勒令立即返回各自的王國。
亞基帕一世在公元44年在凱撒利亞為克勞狄皇帝舉行的競技會上突然去世，當時他統治猶地亞僅三年。他贊助競技會，身著耀眼的銀裝出現在人群面前，群眾向他歡呼，將他比喻為神。對一個猶太人來說，這番言論是褻瀆神的，但國王當時並未提出抗議。他的一些同時代人認為，這是神對他褻瀆神明的懲罰，這也是他不久後去世的原因：根據《新約》中的《使徒行傳》，當那些將他比作神的人們正宣告此事時，一位天使降臨擊打了他，並被蟲咬（使徒行傳12:20-23）。兩天后，亞基帕感到劇烈的腹痛，在痛苦了五天后去世，享年53歲。根據約瑟夫斯記載，他死前斥責了奉承他的朋友，並在懺悔（teshuva）的狀態下接受了即將到來的死亡。他確切的死因不明，但從那時起，中毒的傳聞就一直流傳。有些研究者認為，毒害他的可能是羅馬人，因為他們擔心他過大的政治野心；甚至認為，這是敘利亞行省總督馬爾蘇斯為了緩和鄰近敘利亞民眾的敵意而採取的個人行動
因此，亞基帕一世的統治時間不足以清楚勾勒出其政治傾向。儘管如此，他的統治令猶太人激起復國主義，並沒有隨著他的去世而消失，這可能是導致大約20年後爆發的第一次猶太–羅馬戰爭部分原因。

## 后代
他的妻子賽普羅斯为他生了一个儿子和三个女儿。 他们是：
- 希律亚基帕二世（b.27/28 AD?-d.93 AD?），希律王朝第八位和最后一位统治者。
- 奇里乞亚的贝勒尼基

## 参看
- 哈斯蒙尼和希律王朝统治者列表